# Perignamptus sharpi
Perignamptus sharpi är en skalbaggsart som beskrevs av Edgar von Harold 1877. Perignamptus sharpi ingår i släktet Perignamptus och familjen Hybosoridae. Inga underarter finns listade i Catalogue of Life.